# Vườn quốc gia Bournda
Vườn quốc gia Bournda là một vườn quốc gia ở bang New South Wales, Úc, cách thành phố Sydney 345 km về phía tây nam, gần thành phố Tathra. Vườn quốc gia này bắt đầu từ đầu phía nam của thành phố Tathra, chạy dài xuống phía nam khoảng 13 km. Có một lối mòn đi bộ tốt dọc theo bờ biển.
Trong vườn có 2 hồ và một phá. Hồ Walagoot là hồ nước mặn lớn, gần đây mở thông ra đại dương trong tháng 6/2008. Hồ Bondi là một hồ nước ngọt gần đại dương nhất trong vùng. Cuối cùng là phá (lagoon) Bournda, một phá nước lợ định kỳ thông với đại dương. Phá này là nơi dùng để bơi của người địa phương cũng như các người tới cắm trại.
Trước đây, khu này là Khu giải trí quốc gia và trở thành vườn quốc gia từ năm 1992. Tiếp giáp với vườn này là Khu bảo tồn thiên nhiên Bournda được thành lập năm 1972 và rộng 6.088 ha. Cả vườn quốc gia và Khu bảo tồn thiên nhiên Bournda đều thuộc quyền quản lý của Cơ quan "National Parks and Wildlife Service".
Có các tiện nghi tốt cho việc cắm trại ở khu cắm trại của bãi biển Hobart. 

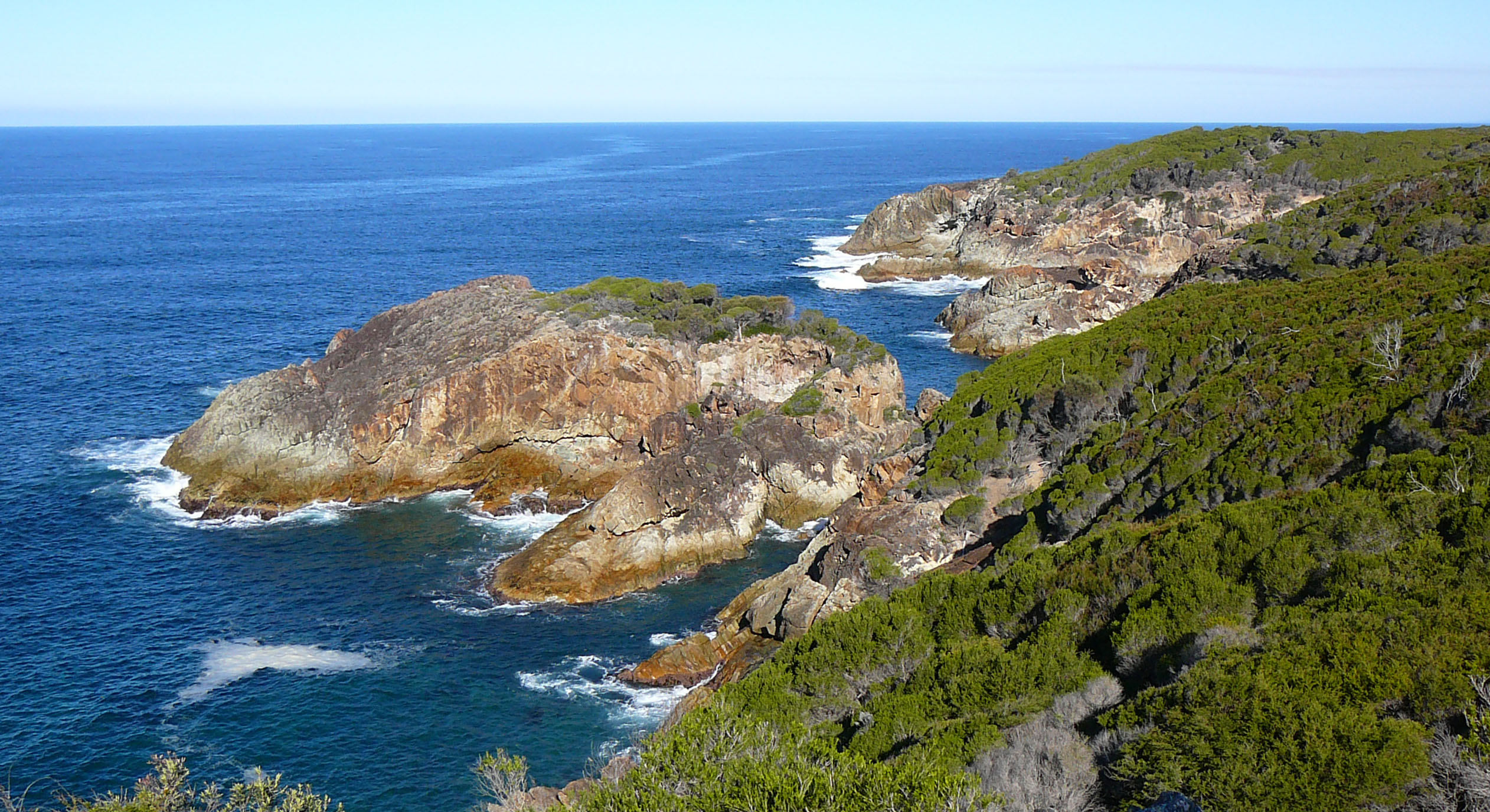
Bournda National Park from above Kianinny Bay.

#### Các đường mòn đi bộ
- Bãi biển Hobart tới Phá Bournda - 2,6 km
- Bãi biển Hobart tới Vịnh Scotts - 1,3 km
- Bãi biển Hobart tới Tathra qua đường mòn Kangarutha - 12 km
- Bournda Lagoon round Trip qua Bournda Island - 6 km

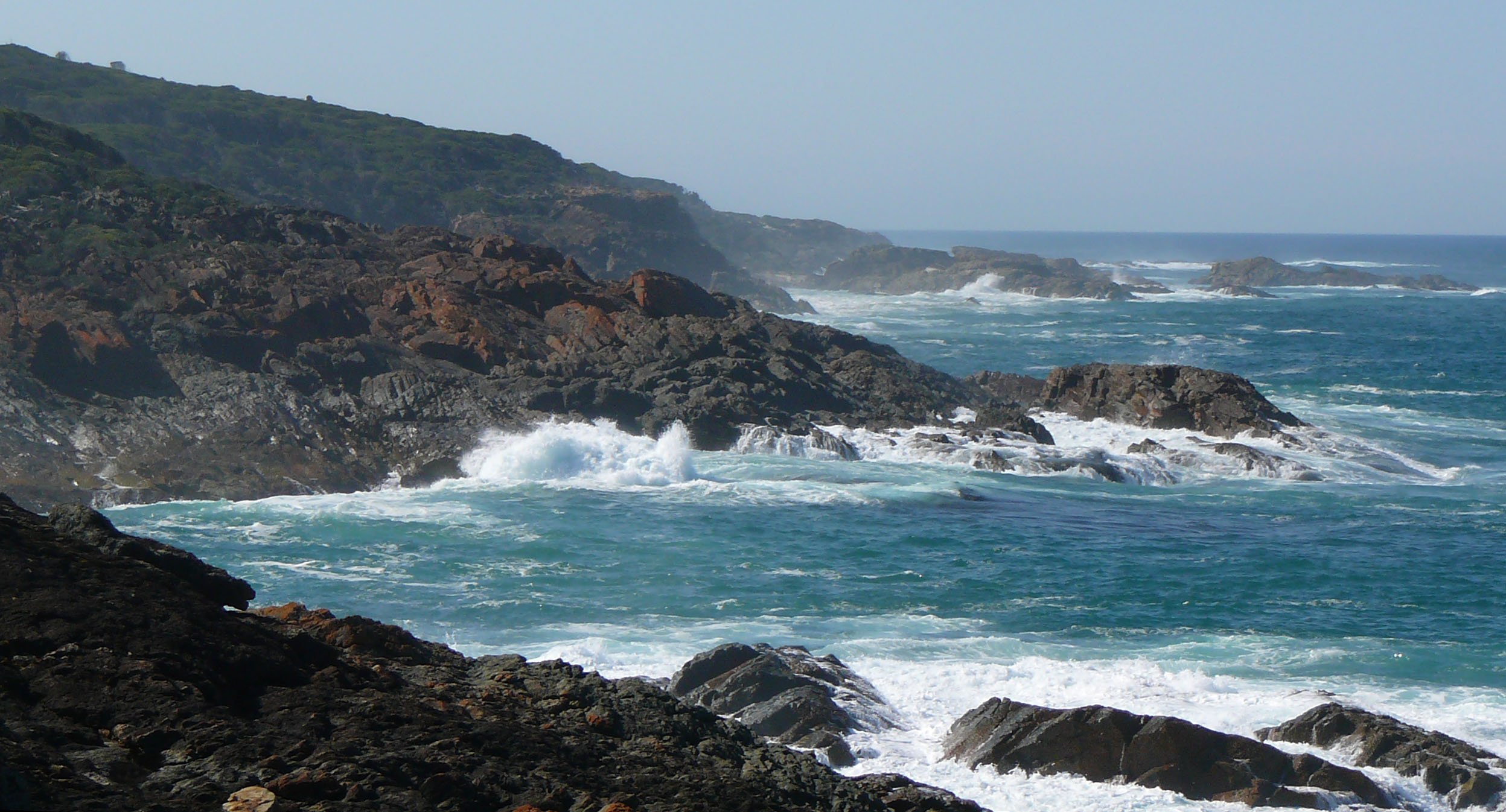
Bờ biển phía nam.